# Jelena Šubić
Ne treba je miješati sa suprugom njenoga brata, Jelenom Nemanjić-Šubić.
Jelena Šubić (1306. – 10. travnja 1378.) je bila srednjovjekovna bribirska i bosanska kneginja porijeklom iz hrvatske plemićke obitelji  Šubića. Rođena je oko 1306. i bila je kći Jurja II. Šubića i njegove misteriozne supruge kneginje Lelke.

## Podrijetlo i obitelj
Jelena je rođena 1306. godine u tvrđavi Bribir. Roditelji su joj bili Juraj II. Šubić i kneginja Lelka. Jelena je imala braću i sestre:
- Mladen III. Šubić Bribirski, štit Hrvata, koji je oženio srpsku princezu Jelenu Dečansku
- Pavao III. Šubić Bribirski, koji je umro 1356. godine i koji je oženio mletačku plemkinju Katarinu Dondalo
- Deodat, koji je bio bribirski knez 1345. do 1347. godine
- Katarina, koja se udala za Ivana Jurišića

## Brak
Udala se za Vladislava Kotromanića, brata bosanskog bana Stjepana II. Kotromanića. Jelenina udaja za Vladislava je opet zbližila moćne obitelji Kotromanića i Šubića, a vjenčao ih je trogirski biskup Lampridi. Kako su Jelena i Vladislav bili u drugom i trećem koljenu srodstva, bio je potreban dopuštenje od pape kako bi brak bio valjan u očima Rimokatoličke crkve. Za to dopuštenje se niko nije pobrinuo, iako je papa ranije dao dopuštenje za brak Vladislavova brata i ortenburške grofice na zahtjev bana Mladena II. Šubića, što je Jelenin brak s Vladislavom činilo neispravnim prema kanonskom zakonu. Dominik Mandić smatra da je Vladislav dobio izvanbračnog sina, budućeg kralja Stjepana Dabišu, nedugo nakon što je Jelena rodila budućeg kralja Tvrtka I. Djeca Vladislava i Jelene su bili:
- ban, kasnije kralj Stjepan Tvrtko I. (c. 1338. – 1391.)
- ban Stjepan Vuk (rođen 1345. – poslije 1374. )

Međutim Vladislavu i Jeleni pripisuju još jednu kći :
- Katarinu

Zbog pogoršanog zdravlja, Vladislav se 1353. godine odrekao nasljednih prava u korist njihovog petnaestogodišnjeg sina Tvrtka, koji je naslijedio Vladislavljeva brata Stjepana kao ban, a kasnije se okrunio za prvog bosanskog kralja. Vladislav je umro u prvim godinama sinove vladavine.

## Majka bana i kralja
Iako nikada nije postala banica Bosne, Jelena je posjedovala značajan uticaj tijekom vladavine svoga sina. Jelena je svom sinu pružala podršku tijekom njegove vladavine i aktivno sudjelovala u upravljanju državom. Za vrijeme borbi njenih sinova, Tvrtka i Vuka, za vlast nad Bosnom 1366. godine, Jelena je bila istjerana iz Bosne i zatvorena u nekom selu pokraj Neretve. Nakon kratkotrajnog boravka u egzilu, Jelena i Tvrtko su se 1367. godine vratili u Bosnu, gdje je Tvrtko ponovo preuzeo vlast.
Potpis kneginje Jelene i kraljice Doroteje nalazi se pokraj Tvrtkovog potpisa na jednoj povelji Dubrovčanima, što znači da je kneginja Jelena umrla nakon što se 1377. godine Tvrtko okrunio za kralja. Knjeginja Jelena je umrla u samo podne 10. travnja 1378. godine.

## Također pogledajte
- Šubići
- Kotromanići